# 오세아니아 올해의 축구 선수
오세아니아 올해의 축구 선수는 1년간 가장 좋은 활약을 펼친 오세아니아 축구 연맹에 소속된 국가의 축구 선수에게 수여하는 상이다. 기자들의 토론을 거쳐 수상자가 선정된다.

## 역대 수상자
| 수상 연도 | 수상자            | 구단                   |
| --------- | ----------------- | ---------------------- |
| 1988      | 프랭크 퍼리나     | 클뤼프 브뤼허          |
| 1989      | 윈턴 루퍼         | 그라스호퍼 클럽 취리히 |
| 1990      | 윈턴 루퍼         | 베르더 브레멘          |
| 1991      | 로비 슬래터       | RC 랑스                |
| 1992      | 윈턴 루퍼         | 베르더 브레멘          |
| 1993      | 로비 슬래터       | RC 랑스                |
| 1994      | 아우렐리오 비드마 | 스탕다르 리에주        |
| 1995      | 크리스티앙 카랑뵈 | 삼프도리아             |
| 1996      | 폴 오콘           | 라치오                 |
| 1997      | 마크 보스니치     | 애스턴 빌라            |
| 1998      | 크리스티앙 카랑뵈 | 레알 마드리드          |
| 1999      | 해리 큐얼         | 리즈 유나이티드        |
| 2000      | 마크 비두카       | 리즈 유나이티드        |
| 2001      | 해리 큐얼         | 리즈 유나이티드        |
| 2002      | 브렛 에머턴       | 페예노르트             |
| 2003      | 해리 큐얼         | 리버풀                 |
| 2004      | 팀 케이힐         | 에버턴                 |
| 2005      | 마라마 바이루아   | 로리앙                 |
| 2006      | 라이언 넬슨       | 블랙번 로버스          |
| 2007      | 셰인 스멜츠       | 웰링턴 피닉스          |
| 2008      | 셰인 스멜츠       | 웰링턴 피닉스          |
| 2009      | 아이번 비셀리치   | 오클랜드 시티          |
| 2010      | 라이언 넬슨       | 블랙번 로버스          |
| 2011      | 베르트랑 카이     | 엥겐 스포르트          |
| 2012      | 마르코 로하스     | 멜버른 빅토리          |
| 2015      | 라이언 토머스     | PEC 즈볼러             |